# Klausenkapelle (Ruppertsberg)
Die Klausenkapelle bei Ruppertsberg (Rheinland-Pfalz) ist eine kurz vor 1350 errichtete, den Vierzehn Nothelfern geweihte Wallfahrtskapelle. Sie wird auch Klause Zeiselbach genannt und ist in der Denkmalliste des Landes Rheinland-Pfalz als Einzeldenkmal eingetragen. Die alljährliche Wallfahrt, das Klausenfest, findet am Sonntag vor oder nach dem 20. Juli, dem Margaretentag, statt.

## Geographische Lage
Die Kapelle liegt im Pfälzerwald auf der Gemarkung von Ruppertsberg, nahe der Gemarkungsgrenze zu Königsbach an der Weinstraße. Sie befindet sich auf einer Höhe von 229 m ü. NHN im Klausental, dessen Eingang sich südlich des Hartenbergs und nördlich des Kirchbergs befindet. Ein etwa 430 m langer, von Kreuzwegstationen gesäumter Weg führt von der Kapelle Richtung Südosten aus dem Tal heraus nach Königsbach. Durch das Tal fließt der Zeiselbach, nach dem die Klause benannt ist; der Name des Tals – Klausental – wiederum rührt von der einstigen Klause her.

## Geschichte
Kurz vor 1350 ließen ein Priester namens Johannes und ein Eremit namens Diozon eine kleine Kapelle und nebenan eine Klausnerwohnung errichten. Gläubigen, welche die Kapelle bei bestimmten kirchlichen Feiertagen besuchten und den Einsiedler mit Zuwendungen unterstützten, wurde unter bestimmten Umständen ein Ablass zur Verkürzung ihrer Sündenstrafen im Jenseits verheißen. Spätestens seit dem 17. Jahrhundert gab es keinen Einsiedler mehr, und das Geld, das bei den Wallfahrten gesammelt wurde, teilten sich die Pfarrgemeinden von Ruppertsberg und Königsbach. Die Behausung des Klausners ist mittlerweile abgegangen.
Nachdem die Kapelle im Dreißigjährigen Krieg beschädigt worden war, wurde sie zunächst zwischen 1681 und 1688 weitgehend neu errichtet, darauf folgten noch Teilerneuerungen 1705 und 1776. Im Zuge des Ersten Koalitionskriegs erlitt die Kapelle erneut Schaden; sie diente 1793 preußischen Truppen als Pferdestall. Obwohl es schon früher Pläne zum Wiederaufbau gab, dauerte es dann bis 1846, bis das Kirchlein wiederhergestellt wurde; dies geschah auf Initiative des Speyerer Bischofs Nikolaus von Weis. Sie wurde damals den Vierzehn Nothelfern geweiht, deren Verehrung sich hier bis zum Jahr 1723 zurückverfolgen lässt. 
1973/74 ließ die Pfarrei Königsbach die Klausenkapelle nochmals renovieren.

## Gebäude

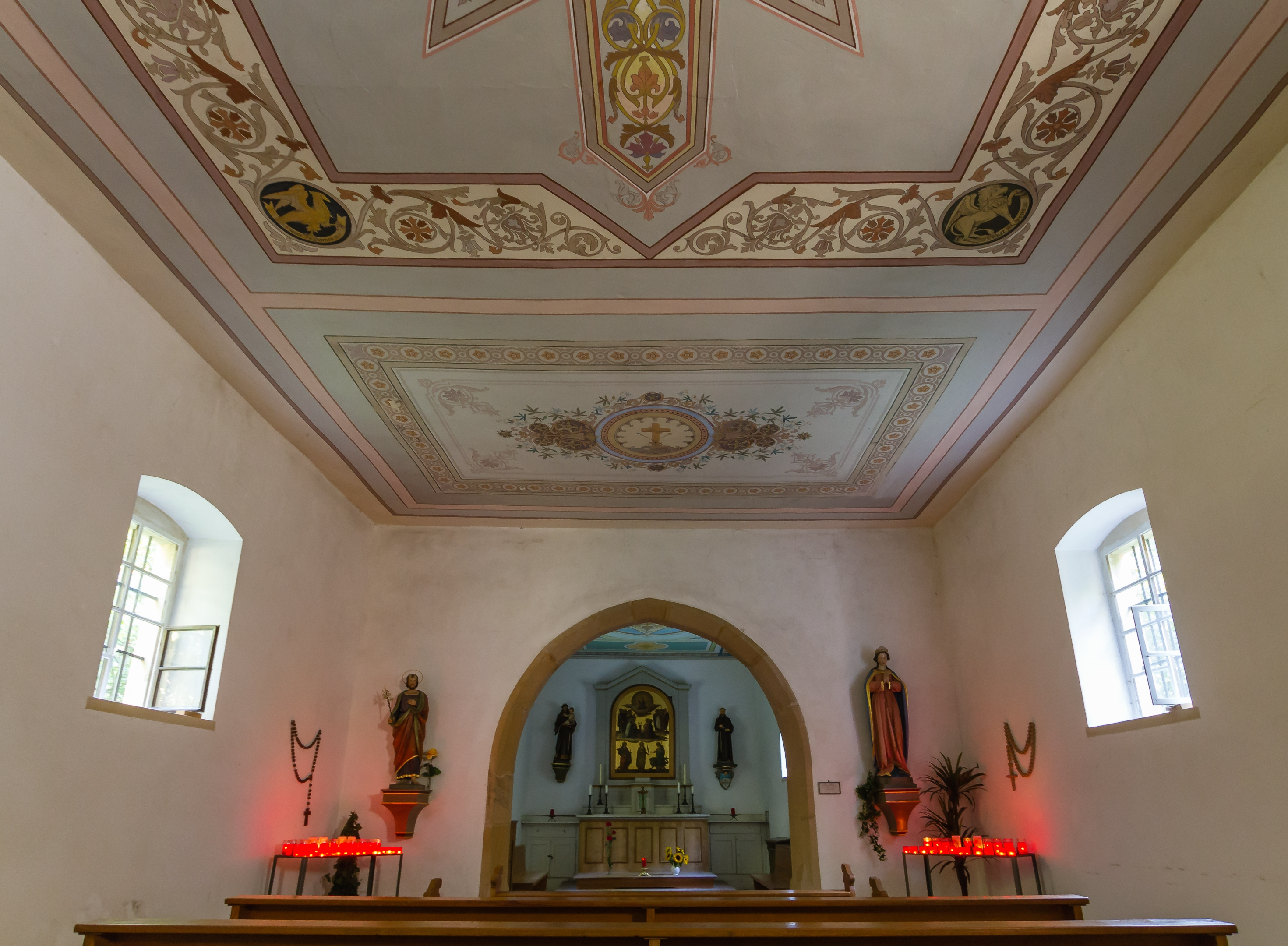
Innenansicht

Es handelt sich bei der Kapelle um eine recht schmucklose Saalkirche mit eingezogenem Chor. Sie ist mit einem offenen Dachreiter bekrönt, in dem eine 1870 von der Gießerei Andreas Hamm hergestellte Kirchenglocke hängt. Östlich des Chors ist ein kleines Vordach; darunter befindet sich die zwölfte Station des hierher führenden, ebenfalls denkmalgeschützten Kreuzwegs: Über einem Sandsteinsockel ist die Kreuzigungsgruppe mit Maria, Johannes und dem gekreuzigten Jesus dargestellt.
Im Kircheninnern trennt ein Triumphbogen das Langhaus vom Chor. Die Decke des Langhauses ist mit einem neugotischen, dreiteiligen Gemälde der Brüder Turgetto (Germersheim) verziert, die es 1885 aufmalten. Bei dem etwas hervorgehobenen mittleren Gemäldeteil sind an den vier Ecken die Evangelistensymbole dargestellt. Auch die Decke des Chores ist mit einer solchen dreigeteilten Malerei versehen, die aber nicht so aufwändig gestaltet ist, wie diejenige im Langhaus.

## Ausstattung
Links des Triumphbogens, im Langhaus, steht eine Figur des Heiligen Josef, gefertigt 1862 von der Mayer’schen Hofkunstanstalt in München; auf der rechten Seite eine Figur der Muttergottes, geschaffen von Gottfried Renn. Sie wurde 1862 aufgestellt. Das Altarbild wurde, zumindest teilweise, vom Speyerer Zeichenlehrer Zech nach einem Entwurf von Johann von Schraudolph gefertigt; das Ölgemälde zeigt auf goldenem Grund das Jesuskind als Weltenherrscher, das von den Vierzehn Nothelfern angebetet wird. Die Figur links des Altarbildes ist der Heilige Antonius, er trägt ein Jesuskind auf dem Arm; die Figur rechts ist der Heilige Franziskus. Diese beiden Gipsfiguren stammen – wie diejenige des Heiligen Josefs – aus der Mayer’schen Hofkunstanstalt, sie wurden zu Anfang des 20. Jahrhunderts geschaffen.